# Skattevägrare
En skattevägrare är en person som vägrar att betala skatt på grund av motstånd mot regeringen, mot regeringens politik eller mot beskattning i sig.
Skattevägran är en form av direkt aktion och, i vissa fall, också en form av civil olydnad.  

## Motstånd mot regeringen
Skattevägran kan vara en del av en kampanj för att störta regeringen. 
1848 arresterades Karl Marx efter att ha argumenterat för skattevägran mot vad han kallade en illegal regering.
Med avstamp i Mahatma Gandhis saltmarsch i Indien 1930 vägrade indier att betala det brittiska kolonialväldets saltskatt, som ett led i kampanjen för självständighet mot brittisk ockupation.

## Motstånd mot regeringens politik
Skattevägran är en vanlig metod bland fredsaktivister. Ofta lyfts kopplingen mellan skatter och krig fram, och att de styrande genom historien ofta höjt skatterna för att finansiera krigshandlingar.
Det är vanligt att ge den tillbakahållna skatten till välgörenhet istället.
I svensk historia finns flera exempel på skattevägran, till exempel under det stora bondeupproret i Skåne 1521–1523, som delvis tog sig uttryck i en utbredd skattevägran.
En känd skattevägrare var Henry David Thoreau, som 1846 vägrade betala skatt som en protest mot slaveriet och det mexikansk-amerikanska kriget. För detta fick Thoreau sitta ett dygn i fängelse. Han skrev senare om upplevelsen i sin essä On the Duty of Civil Disobedience.
Suffragetter i Storbritannien, Frankrike, Tyskland, Bermuda, Sydafrika och USA vägrade att betala skatt som ett led i kampen för rösträtt. I Storbritannien organiserades skattevägran av Tax Resistance League under mottot "No Vote No Tax".
Andra som förespråkat skattevägran för att påverka politiska frågor är Julia Butterfly Hill, William Lloyd Garrison, Ammon Hennacy. Bland kväkare har skattevägran för fred varit en vanlig metod. 
Under Vietnamkriget var 500 000 amerikaner öppet emot att betala skatter som finansierade kriget. I och med att Donald Trump blev president har intresset för skattevägran ökat igen i USA.

## Protest mot beskattning
I USA finns en lång tradition av skattevägran (också kallad skatteprotest). Ett av de vanligaste argumenten i USA är att det sextonde tillägget till den amerikanska konstitutionen aldrig blev korrekt ratificerat. Det argumentet används bland annat av Ellen Hodgson Brown i boken Bankerna och Skuldnätet. Amerikanska skatteprotester riktar sig framför allt mot den federala inkomstskatten och inte andra skatter, såsom konsumtionsskatter, fastighetsskatter, gåvoskatt och egendomsskatt.